# Medasina ceylonensis
Medasina ceylonensis är en fjärilsart som beskrevs av Louis Beethoven Prout 1934. Medasina ceylonensis ingår i släktet Medasina och familjen mätare. Inga underarter finns listade i Catalogue of Life.